# Cannabis en Estonie
 (janvier 2017).
Si vous disposez d'ouvrages ou d'articles de référence ou si vous connaissez des sites web de qualité traitant du thème abordé ici, merci de compléter l'article en donnant les références utiles à sa vérifiabilité et en les liant à la section « Notes et références ».
La consommation de cannabis en Estonie est illégale.
Il est considéré que, jusqu’à 10 grammes, la détention concerne un usage personnel et elle est punie d’une amende.
De plus grosses quantités ainsi que le trafic sont des infractions criminelles et sont punissables d’une amende ou d’une peine de prison (jusqu’à 5 ans).